# Єфремов Микита Михайлович
Микита Михайлович Єфремов (нар. 30 травня 1988, Москва, РРФСР, СРСР) — російський актор театру і кіно. Син заслуженого артиста Росії Михайла Єфремова, онук народного артиста СРСР Олега Єфремова.

## Біографія
Народився 30 травня 1988 року в Москві. Батько — Михайло Єфремов, відомий радянський і російський актор. Мати — Ася Воробйова, філолог.
Навчався у фізико-математичній школі № 52 м. Москви і не припускав, що в майбутньому пов'яже своє життя з акторською професією, хоча завжди брав участь у шкільній художній самодіяльності. З дитячих років займався спортом — грав у футбол і баскетбол. В 11-му класі зрозумів, що математика йому не цікава, почав серйозно займатися музикою, виникла ідея спробувати вступити у творчий ВУЗ. Закінчив музичну школу по класу скрипки і додатково по класу вокалу, грав на фортепіано.
У 2005 році поступив в Школу-студію МХАТ, де навчався на курсі Костянтина Райкіна. У роки навчання він проявив себе на студентській сцені і став Лауреатом театральної премії «Золотий лист — 2009» в номінації «Краща чоловіча роль» за роль Чацького в дипломному спектаклі «Горе від розуму» (за п'єсою А. С. Грибоєдова) режисера Віктора Рижакова. Всі ролі у виставі виконували випускники акторського курсу Костянтина Райкіна.
У 2009 році Микиту Єфремова, 21-річного випускника Школи-студії МХАТ, запросили одразу в кілька провідних московських театрів. З усіх пропозицій Микита обрав театр «Современник». Його дебютом стала роль Готфріда Ленца у виставі «Три товариша» (за однойменним романом Е. М. Ремарка). Актор був введений в спектакль 1 жовтня 2009 року, в день подвійного ювілею вистави (рівно 10 років тому відбулася прем'єра, і в цей день актори грали виставу трьохсотий раз).

## Родина
- Батько — Михайло Єфремов (нар. 10 листопада 1963), Заслужений артист Російської Федерації.
  - Дід — Олег Миколайович Єфремов (1 жовтня 1927 — 24 травня 2000), Народний артист СРСР.
  - Бабуся Алла Борисівна Покровська (18 вересня 1937 — 25 червня 2019), Народна артистка РРФСР, педагог Школи-студії МХАТ, професор.
  - Прадід — Борис Олександрович Покровський (10 (23) січня 1912 — 5 червня 2009), Народний артист СРСР, керівник Камерного музичного театру опери.
  - Прабабуся — Ганна Олексіївна Некрасова (1913—2003), Народна артистка РРФСР, режисер Центрального дитячого театру, педагог.
  - Єдинокровні брати і сестри — Микола (нар. 1991), Анна-Марія, Віра, Надія і Борис Єфремови.
  - Двоюрідна сестра — Ольга Єфремова (нар. 7 серпня 1987), актриса.
  - Прапрапрадід — Іван Якович Яковлєв (25 квітня 1848 — 23 жовтня 1930), чуваський просвітитель, православний місіонер, педагог, організатор народних шкіл, творець нового чуваського алфавіту та підручників чуваської та російської мов для чувашів, письменник, перекладач, фольклорист.
- Мати — Ася Воробйова (уроджена Асія Робертівна Бікмухаметова), філолог, редактор. Випускниця філологічного факультету МДУ. Займала посаду літературного редактора в театрі «Современник»[4].
  - Дід — Роберт Гатович Бікмухаметов (5 листопада 1928 — 28 серпня 1995), літературознавець, прозаїк, критик, доктор філологічних наук, професор кафедри історії радянської літератури (російської літератури XX століття) філологічного факультету МДУ, фахівець з літератур народів Росії (переважно Поволжя), член Спілки письменників (з 1959 року), Заслужений діяч науки ррфср (1989)[1][5].
  - Бабуся — Лариса Воробйова, економіст.
- Був одружений з Яною Гладких (нар. 28 лютого 1991), актрисі МХТ імені А. П. Чехова. Весілля Микити і Яни пройшла в Грузії в серпні 2014 року[6]. У 2015 році пара розлучилася[7].
- З 2019 року Микита зустрічається з ведучою програми «Орел і решка» Марією Іваковою (нар. 1986).
- У 2023 році він знявся у фільмі «Тетріс».[8]

## Творчість

### Ролі в театрі

#### Московський театр «Современник»
- 2009 — «Три товариша» (за романом «Три товариша» Е. М. Ремарка; постановка Галини Волчек) — Готфрід Ленц.
- 2010 — «Гарненька» (за однойменною п'єсою Сергія Найдьонова; постановка Катерини Половцевої) — пан Кольб[9][10].
- 2011 — «Серьожа» (за мотивами оповідань «Учитель словесності» і «Страх» А. П. Чехова; постановка Кирила Витопотова) — Сергій Васильович Нікітін, вчитель словесності (головна роль)[11][12][13][14].
- 2011 — «Горбунов і Горчаков» (по поемі «Горбунов і Горчаков» Йосипа Бродського; постановка Євгена Каменьковича) — Горбунов[15].
- 2016 — «Декамерон». (новели Джованні Боккаччо, постановка — Кирило Витоптов) — Бельтрамо, юнак.

### Фільмографія
| Рік         |     | Назва                       | Роль                                                                    |       |
| ----------- | --- | --------------------------- | ----------------------------------------------------------------------- | ----- |
| 2004 — 2005 | с   | Моя прекрасна няня          | Стас (42 серія «Поцілунок - лише поцілунок», 58 серія «Втеча Вікторії») | ру    |
| 2004        | кф  | Медуза                      |                                                                         | ру    |
| 2005        | ф   | Найкрасивіша                | Ілля                                                                    | ру    |
| 2006        | с   | Мисливець                   | тінейджер (фільм № 3 «Вбивство депутата»)                               | ру    |
| 2006        | ф   | Ненаситні                   | Тьома                                                                   | ру    |
| 2006        | с   | Угон                        | скрипаль (12 серія «Скрипаль і квіткарка»)                              | ру    |
| 2008        | ф   | Пасажирка                   | Д. Воронцов, мічман                                                     | ру    |
| 2011        | ф   | Балада про бомбера          | капітан Андрій Костянтинович Гривцов, командир екіпажу Ту-2             | ру    |
| 2011        | мф  | Іван Царевич і Сірий Вовк   | Іван Царевич (озвучка)                                                  | ру    |
| 2012        | ф   | Мій хлопець - ангел         | Валера, хлопець Саші                                                    | ру    |
| 2012        | ф   | Любов з акцентом            | Андрій (новела «Сочі - Батумі», головна роль)                           | ру    |
| 2012        | ф   | Zолушка                     | Паша                                                                    | ру    |
| 2012        | ф   | Забава                      | Кот                                                                     | ру    |
| 2012        | ф   | Все почалося в Харбіні      | Георгій Деснін                                                          | ру    |
| 2012        | ф   | Сергій                      | Сергій Васильович Нікітін, вчитель словесності                          | ру    |
| 2012 — 2015 | с   | Вісімдесяті                 | Галдіна, студент, рок-музикант (1, 2 і 5 сезони)                        | ру    |
| 2013        | мф  | Іван Царевич і Сірий Вовк 2 | Іван Царевич (озвучка)                                                  | ру    |
| 2013        | ф   | Репетиції                   | Ігор Градський                                                          | ру    |
| 2013        | док | Протоколи війни             | Оповідач                                                                | ру    |
| 2013        | ф   | тітоньки                    | Ігор                                                                    | ру    |
| 2013        | с   | Відлига                     | Олег Єфремов                                                            | ру    |
| 2014        | ф   | Ієрей-Сан                   | батько Дормидонт                                                        | ру    |
| 2014        | с   | Купрін. Поєдинок            | Георгій Олексійович Ромашов, підпоручик                                 | ру    |
| 2014        | ф   | Зими не буде                | Сергій                                                                  | ру    |
| 2014        | с   | Григорій Р.                 | Великий князь Дмитро Павлович                                           | ру    |
| 2015        | с   | Тихий Дон                   | Дмитро Коршунов                                                         | ру    |
| 2015        | с   | Лондонград                  | Михайло Куликов                                                         | ру    |
| 2015        | мф  | Іван Царевич і Сірий Вовк 3 | Іван Царевич (озвучка)                                                  | ру    |
| 2017        | с   | Переможці                   | Віктор Ілліч Роскевіч, присяжний повірений                              | ру    |
| 2017        | ф   | Відмінниця                  | Олег Шведов                                                             | ру    |
| 2018        | ф   | Summer                      | Боб                                                                     | ру    |
| 2019        | мф  | Іван Царевич і Сірий вовк 4 | Іван Царевич (озвучка)                                                  | ру\|} |
| 2023        | ф   | Тетріс                      | Пажитнов Олексій Леонідович                                             | ру    |
| 2023        | с   | Бібліотекар                 | Олексій В'язинцев (ру)                                                  |       |

## Нагороди
- 2009 — лауреат щорічної російської театральної премії «Золотий лист — 2009» в номінації «Краща чоловіча роль» за роль Чацького у виставі «Горе від розуму» (по п'єсі А. С. Грибоєдова, постановка режисера Віктора Рижакова, Школа-студія МХАТ, Театральний центр «На Страсному» СТД РФ).

## Інтерв'ю
- Микита Єфремов в гостях у програми «проти ночі» (відео — телеефір програми від 13 березня 2014 року). [Архівовано 21 жовтня 2015 у Wayback Machine.] «Перший канал» // 1tv.ru
- Микита Єфремов: «Самоїдство — дуже хороша дієта» (інтерв'ю). [Архівовано 5 червня 2014 у Wayback Machine.] Журнал «ОК» // ok-magazine.ru (22 січня 2014 року, випуск, № 04 (372) 2014)
- Інтерв'ю Микити Єфремова (АУДІО — ефір 8 грудня 2013 року). [Архівовано 14 червня 2020 у Wayback Machine.] Радіо «Ехо Москви» // echo.msk.ru
- Інтерв'ю Микити Єфремова (Культура. Випуск № 145 від 26 грудня 2011 року). [Архівовано 14 червня 2020 у Wayback Machine.] «Нова газета» // novayagazeta.ru (25 грудня 2011 року)
- Світлана Усанкова. Микита Єфремов: «відомим прізвищем вже нікого не „підкупиш“». // nashfilm.ru
- Олена Груєв, Світлана Полякова. Зіркові діти зірок. Райкіна, Погребничка, Лазарєва і Микита Єфремов не ганьблять своїх батьків і дідів. [Архівовано 1 грудня 2019 у Wayback Machine.] // timeout.ru (22 березня 2010 року)